# 比伦山
比伦山（法語：Montagne de Bueren，法語發音：[mɔ̃taɲ də byʁɛn, -ʁən]）是列日市中心的一处阶梯，全长260米，高差67米，坡度28-30%，共374阶，是比利时第二大阶梯。该阶梯建于1875-1880年，以列日战争中对抗勃艮第公爵大膽查理的列日军事领袖文森特·范比伦命名，同时也纪念因1468年10月29日袭击大胆查理和法王路易十一的行动而牺牲的六百名弗朗希蒙人。2013年，《赫芬顿邮报》将其列为“世界上最极端的阶梯名单”首位。2020年7月，比利时探险家、冒险家路易-菲利普·隆克背着15公斤的背包花费三天时间上下阶梯135次，模拟攀登珠穆朗瑪峰。他表示这么做是想引起注意，提醒人们2019冠状病毒病疫情疫情期间在家附近也可锻炼身体。